# DistroWatch
DistroWatch is een website die zich richt op het verstrekken van informatie over Linux-, BSD- en OpenSolarisdistributies en andere vrije en open besturingssystemen.
De website werd opgericht door Ladislav Bodnar, met als doel het melden van nieuwe Linuxdistributies, BSD-distributies, nieuwe versies van distributies en van nieuwe ontwikkelversies van distributies. Van elke opgenomen distributie is een pagina aanwezig, waarop algemene informatie over de distributie is te vinden, zoals de desktopomgeving, taal, ontwikkelaar, website, recensies, alsmede een versiegeschiedenis en een overzicht van de belangrijkste software die in de distributie is opgenomen.
Van DistroWatch zijn versies in verschillende talen beschikbaar, ook in het Nederlands, al moet wel worden aangegeven dat het daarbij alleen om de vertaling van de interface van de website gaat. De inhoud van de afzonderlijke artikelen blijft Engelstalig.
Maandelijks draagt de site een deel van de inkomsten af aan een opensourceproject. De bijdrage wordt met een toelichting in de nieuwsbrief vermeld.

## Populariteitsoverzicht
Een belangrijk onderdeel van de site is de Distrowatch-hitparade. De ranglijst wordt gevoed door het aantal hits dat de achterliggende distributiepagina's krijgen. De statistieken worden elke dag bijgewerkt, maar er zijn ook gegevens over langere tijd (bijvoorbeeld een maand) op te vragen.
De ranglijst geeft een indicatie van de populariteit van een distributie, maar omdat die uitsluitend is gebaseerd op het aantal hits van die distributiepagina's en dus geen rekening houdt met downloads, aanschaf en meningen van deskundigen en gebruikers, is de waarde van het instrument beperkt. Het levert daarmee wel stof voor discussie op.
Ter indicatie; de volgende distributies hebben tussen oktober 2006 en 2007 in de top vijf gestaan: PCLinuxOS, Ubuntu (exclusief Kubuntu, Xubuntu e.d.), openSUSE, Fedora, Sabayon en Mandriva.

### Ranglijst
De meest geraadpleegde distributiepagina's over de afgelopen zes maanden op DistroWatch zijn: (Bijgewerkt op 24 augustus 2023)
1. MX Linux
2. Linux Mint
3. EndeavourOS
4. Debian
5. Manjaro
6. Ubuntu
7. Pop!_OS
8. Fedora
9. openSUSE
10. Linux Lite

## Nieuwsbrief
Wekelijks publiceert Ladislav een nieuwsbrief, Distrowatch Weekly (DWW), waarin ontwikkelingen, recensies en nieuwe distributies worden beschreven. De nieuwsbrief verschijnt elke maandag.
Sinds het najaar van 2008 nemen naast Ladislav ook Caitlyn Martin en Chris Smart de honneurs waar als auteur van DWW.